# Kommunalvalget i Esbjerg Kommune 2017
Den 21. november 2017 blev afholdt kommunal- og regionsrådsvalg i Danmark, og dermed i Esbjerg Kommune.
Ved kommunalvalget var opstillet 129 kandidater fra 16 partier og lokallister. Stemmeprocenten lå på 69,13 % svarende til at 63.496 af de 91.845 stemmeberettigede afgav deres stemme. Valget var det første valg efter mangeårige borgmester i Esbjerg Johnny Søtrup havde valgt ikke at genopstille, hvilket skabte tvivl om hvorvidt Venstre kunne holde sin dominans i kommunen.
Temaerne for kommunalvalget var Johnny Søtrups afgang fra byrådet, hvilket betød, at der skulle vælges ny borgmester efter 24 år med Søtrup. Derfor var selve borgmesterposten centrum for meget debat. Der blev eksempelvis spekuleret i hvor meget mellemformstyret, som bruges i Esbjerg Kommune, kunne bruges til at gøre forhandlingerne efter valget endnu hårdere. Endvidere var erhvervspolitik centralt med blandt andet Mærsks salg af deres interesser omkring Esbjerg som et vigtigt politisk omdrejningspunkt. Ligeledes fyldte debatten om de ældre, da der stadig er en række stridigheder på tværs af de gamle kommunale skel. Her sås der tvivl om, hvorvidt de ældre i Esbjerg får bedre service end de ældre i Ribe og Bramming.

## Resultater

### Valgte byrådsmedlemmer
Udfaldet af valget blev påvirket af de valgforbund, der var opstillet bestående af et forbund, der udgøres af Socialdemokratiet, De Radikale, SF, Enhedslisten og Alternativet, et forbund, der udgøres af Venstre, Liberal Alliance, Dansk Folkeparti og Borgerlisten samt et valgforbund, der udgøres af Konservative og Nye Borgerlige. Idet blå blok var opsplittet i to valgforbund, blev et mandat dyrere i blå blok som dog fastholdt borgmesterposten med et borgerligt flertal bag sig. Nedenfor er de valgte medlemmer af byrådet listet med angivelse af hvilket mandat de fik tildelt efter D'Hondts metode.
| Parti                       | Navn                        | Personlige stemmer | Mandat- nummer |
| --------------------------- | --------------------------- | ------------------ | -------------- |
| Socialdemokratiet           | John Snedker                | 6.860              | 2              |
| Socialdemokratiet           | Connie Geissler             | 1.057              | 4              |
| Socialdemokratiet           | Mussa Utto                  | 790                | 6              |
| Socialdemokratiet           | Ulla Koman                  | 658                | 8              |
| Socialdemokratiet           | Karen Sandrini              | 615                | 10             |
| Socialdemokratiet           | Jørgen Ahlquist             | 560                | 14             |
| Socialdemokratiet           | Rasmus Rasmussen            | 475                | 16             |
| Socialdemokratiet           | Michael Harbøll             | 362                | 21             |
| Socialdemokratiet           | Hans Erik Møller            | 355                | 23             |
| Socialdemokratiet           | Nini Oken                   | 316                | 25             |
| Socialdemokratiet           | Søren Heide Lambertsen*     | 316                | 31             |
| Radikale Venstre            | Anne Marie Geisler Andersen | 1.130              | 29             |
| Det Konservative Folkeparti | May-Britt Andrea Andersen   | 777                | 18             |
| Borgerlisten                | Henrik Vallø                | 2.316              | 15             |
| Socialistisk Folkeparti     | Diana Mose                  | 1.866              | 12             |
| Socialistisk Folkeparti     | Jørn Boesen Andersen        | 355                | 27             |
| Dansk Folkeparti            | Olfert Krog                 | 1.114              | 7              |
| Dansk Folkeparti            | Susanne Dyreborg            | 919                | 20             |
| Dansk Folkeparti            | Hans K. Sønderby**          | 367                | 30             |
| Venstre                     | Jesper Frost Rasmussen      | 7.159              | 1              |
| Venstre                     | Jakob Lose                  | 1.314              | 3              |
| Venstre                     | Henning Ravn                | 747                | 5              |
| Venstre                     | Kurt Bjerrum                | 701                | 9              |
| Venstre                     | Anders Rohr Jørgensen       | 664                | 11             |
| Venstre                     | Hans Erik Andersen          | 616                | 13             |
| Venstre                     | Britta Bendix               | 592                | 17             |
| Venstre                     | Preben Rudiengaard          | 589                | 22             |
| Venstre                     | Henrik Andersen             | 553                | 24             |
| Venstre                     | Karsten Degnbol             | 476                | 26             |
| Venstre                     | Alex Sørensen               | 465                | 28             |
| Enhedslisten                | Sarah Nørris                | 466                | 19             |

- * = Søren Heidi Labertsen forlod efterfølgende Socialdemokratiet for at blive løsgænger, hvor han efterfølgende tilsluttede sig Venstre[5]
- ** = Hans K. Sønderby forlod efterfølgende Dansk Folkeparti for at blive løsgænger, hvor han efterfølgende stiftede partiet De Nationalkonservative, som dog hurtigt ændrede navn til Esbjerglisten.[6]

### Afstemningsområder
Valget blev foretaget i 24 afstemningsområder, hvor Kvaglund havde laveste stemmeprocent på 58,19% mens Mandø havde højeste på 79,41 %. Foruden Mandø med kun 34 stemmeberettigede havde Tjæreborg højeste stemmeprocent med 77,88 %.
| Afstemningsområde | Afstemningssted                   | Stemmeprocent | Stemmer | Stemmeberettigede |
| ----------------- | --------------------------------- | ------------- | ------- | ----------------- |
| Esbjerg Rådhus    | Esbjerg Rådhus                    | 61,21 %       | 6.715   | 10.970            |
| Rørkjær           | Rørkjær Skole                     | 67,27 %       | 2.473   | 3.676             |
| Boldesager        | Boldesager Skole                  | 67,65 %       | 3.597   | 5.317             |
| Skads             | Skads Skole                       | 76,86 %       | 1.269   | 1.651             |
| Bryndum           | Bryndum Skole                     | 74,35 %       | 1.905   | 2.562             |
| Hjerting          | Hjerting Skole                    | 75,74 %       | 4.516   | 5.962             |
| Tjæreborg         | Tjæreborg Skole                   | 77,88%        | 2.000   | 2.568             |
| Ådalen            | Ådalsskolen                       | 67,51 %       | 1.858   | 2.752             |
| Sønderris         | Sønderris Skole                   | 74,16 %       | 2.196   | 2.961             |
| Ribe              | Ribe-hallen                       | 74,32 %       | 6.614   | 8.899             |
| Gredstedbro       | Kongeåhallen                      | 72,75 %       | 1.581   | 2.173             |
| Høm               | Høm Forsamlingshus                | 69,39 %       | 916     | 1.320             |
| Skovbo            | Skovbo Centeret                   | 61,22 %       | 1.427   | 2.347             |
| Jerne             | Bakkeskolen                       | 59,20 %       | 3.295   | 5.565             |
| Østerbyen         | Østerbycentret                    | 64,04 %       | 2.636   | 4.116             |
| Gjesing           | Vitaskolen                        | 71,58 %       | 2.360   | 3.297             |
| Sædding           | Sædding Fritidscenter             | 74,49 %       | 4.179   | 5.610             |
| Guldager          | Guldager Forsamlingshus           | 73,59 %       | 825     | 1.121             |
| Kvaglund          | Kvaglundhallen                    | 58,19 %       | 1.868   | 3.210             |
| Grønlandsparken   | Studie 10                         | 73,24 %       | 2.223   | 3.035             |
| Bramming          | Bramming Kultur- og Fritidscenter | 70,88 %       | 5.854   | 8.258             |
| Egebæk-Hviding    | Kultur og Aktivitetscenter        | 75,38 %       | 1.185   | 1.572             |
| Mandø             | Klithus Mandø                     | 79,41 %       | 27      | 34                |
| Gørding           | Gørding Idræts- og Kulturcenter   | 68,56 %       | 1.967   | 2.869             |

## Konstituering
På valgnatten var der svære forhandlinger mellem partierne for at samle et flertal, hvilket betød, at Venstre, der fik borgmesterposten ikke fik mange øvrige poster. Viceborgmesterposten gik til Dansk Folkepartis Susanne Dyreborg, mens de øvrige valgte partier i blå blok, Det Konservative Folkeparti, Borgerlisten og Dansk Folkeparti, alle fik en udvalgsformandspost.